# 迎安镇
迎安镇，是中华人民共和国四川省宜宾市江安县下辖的一个乡镇级行政单位。

## 行政区划
迎安镇下辖以下地区：
迎安社区、竹林村、民主村、下湾村、先峰村、平阳村、凤鸣村、大岭村、安宁村、玉皇村、何家村、秦义村、石砍村、三品村、志诚村、天水村、英华村、迎安村、柏杨村和幸福村。